# 蜀莊王
蜀莊王可以指: 
- 北魏蜀郡莊王長孫陵
- 明朝蜀國莊王朱悅燫